# ゲジャワイ
ゲジャワイ（Guédiawaye）は、セネガル共和国の都市。ヴェルデ岬の北岸に位置する。ダカール州ゲジャワイ県の全域を占めている。ピキンに並び、ダカール都市圏の郊外を形成する主要都市の一つである。

## 行政区
ゲジャワイ市は5つの区に分かれている。
- ゴルフ
- サム・ノテール
- ワヒナン・ニムザット
- メディナ・グナス
- ンジャメーム・リマムライ